# مسابقة الأغنية الأوروبية 2016
مسابقة الأغنية الأوروبية يوروفيجن لعام 2016 هي الموسم الحادي والستين من هذه المسابقة السنوية. أُقيمت المسابقة في ستوكهولم، السويد، بعد فوز مونس زيلميرلوف السويدي في مسابقة عام 2015 في فيينا، النمسا، عن أغنيته أبطال (هيروز) «Heroes». كانت هذه هي المرة الثالثة التي تقام فيها المسابقة في ستوكهولم، بعد عامي 1975 و2000. وقد أقيمت المسابقة في مبنى إريكسون غلوب، وتضمنت نصفي النهائي في 10 و12 مايو، وكان النهائي في 14 مايو 2016. بثلاثة عروض مباشرة استضافها زيلميرلوف وبيترا ميدا.

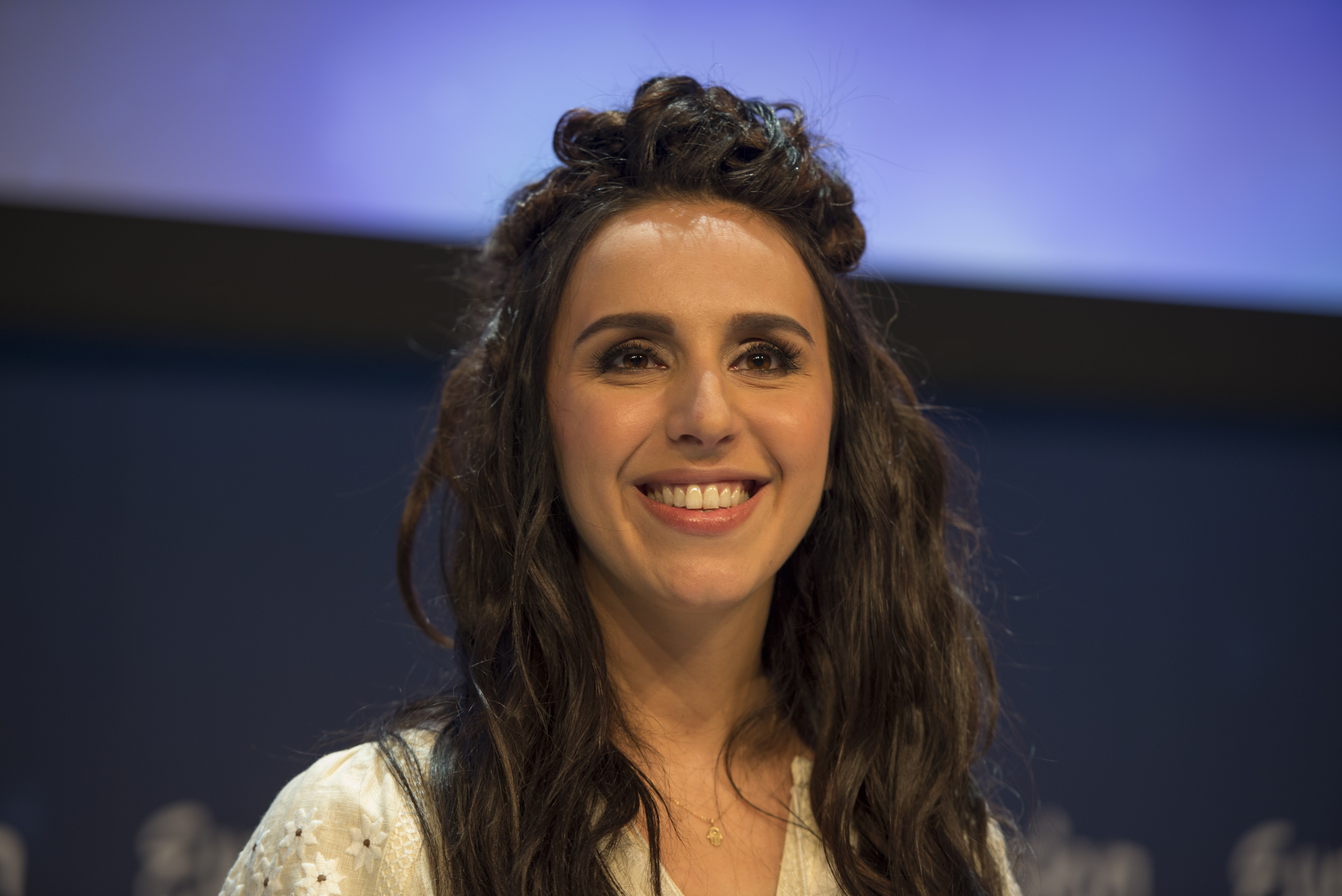
الفائزة في المسابقة لعام 2016 هي جامالا من أوكرانيا عن أغنية «1944»، التي ألفتها وأدّتها. وكان هذا هو الفوز الثاني لأوكرانيا، بعد أن فازت في عام 2004. وهي المرة الأولى التي يكون فيها الفائز غير حاصل على إجمالي أصوات هيئة التحكيم منذ بدء التصويت من قبلهم في عام 2009، فقد فازت أستراليا بإجمالي الأصوات، بالإضافة إلى فوز روسيا بالتصويت الهاتفي، احتلت أوكرانيا المرتبة الثانية في كلا التصويتين. أما الأغنية فهي أول أغنية بلغة تتار القرم التي تفوز في المسابقة أو حتى تدخلها.

شاركت 42 دولة في المسابقة. عادت البوسنة والهرسك، وبلغاريا، وكرواتيا، وأوكرانيا بعد تغيبها عن المسابقات الأخيرة، بينما عادت أستراليا أيضًا بعد مشاركتها كضيف خاص في عام 2015. بينما انسحبت البرتغال، ويرجع ذلك إلى حد كبير لعدم تغطية وسائل الإعلام الوطنية بشكل كافٍ للأنشطة الموسيقية، وكان من المقرر أن تشارك رومانيا، ولكنها أُجبرت على الانسحاب بسبب عدم سداد الديون المتكرر من قبل هيئة الإذاعة الوطنية لاتحاد البث الأوروبي (إي بي يو). وفي مسابقة هذا العام طُبق نظام تصويت جديد لأول مرة منذ عام 1975: أعلن عن نتيجة تصويت كل هيئة تحكيم كما كان يحدث من قبل، في حين جمعت نتائج التصويت الهاتفي لكل بلد وأعلنت بترتيب عكسي.
تنافست 26 دولة في النهائيات، وكانت المرة الأولى التي تُبث فيها على الهواء مباشرة ضمن الولايات المتحدة. تمكنت جمهورية التشيك من التأهل للنهائي لأول مرة بعد خمس محاولات للتأهل منذ بداية مشاركتها في عام 2007، في حين فشلت كل من البوسنة والهرسك واليونان في التأهل من الدور نصف النهائي لأول مرة على الإطلاق، وهي المرة الأولى التي تغيب فيها اليونان عن المباراة النهائية لأول مرة منذ عام 2000. احتلت أستراليا المركز الثاني في النهائي، في حين احتلت بلغاريا المركز الرابع، وهي أفضل نتيجة لها منذ مشاركتها لأول مرة عام 2007. غنى جاستن تمبرليك خلال الفاصل النهائي. وشاهد المسابقة 204 ملايين شخص في جميع أنحاء العالم، وهذا الرقم يتجاوز عدد المشاهدين في عام 2015 بأكثر من 5 ملايين.

## الموقع

### مكان المسابقة
أقيمت المسابقة في إريكسون غلوب في ستوكهولم، بعد فوز السويد في مسابقة عام 2015 في فيينا بأغنية «أبطال»، التي أداها مونس زيلميرلوف. تبلغ سعة إريكسون غلوب نحو 16000 شخص، وكانت هذه المرة الثانية التي تقام فيها المسابقة في هذا المكان، بعد مسابقة الأغنية الأوروبية لعام 2000.

### مرحلة تقديم العروض
أعلن التلفزيون السويدي (إس ڤي تي SVT) في 24 مايو، وهو اليوم التالي للفوز بمسابقة 2015، أن ملعب تيل2 أرينا في ستوكهولم هو خيارهم الأول لاستضافة الحدث. ومع ذلك دُعيت المدن والأماكن الأخرى للتقديم من أجل الاستضافة، وكان أمام الذين يقدمون عروضهم نحو ثلاثة أسابيع لتقديم عروضهم إلى التلفزيون السويدي.
أعلن التلفزيون السويدي في 1 يونيو الشروط التي يمكن للمدن والأماكن أن تعلن بموجبها عن رغبتها في استضافة المسابقة:
- كان على التلفزيون السويدي الدخول إلى المكان قبل نحو 4 إلى 6 أسابيع على الأقل من المسابقة لبناء المسرح وتجهيز الإضاءة والتكنولوجيا.
- لا بد من توفير مركز صحافي بحجم معين في المكان.
- لا بد من توفير عدد معين من الفنادق والغرف الفندقية في المناطق المجاورة للمكان.
- يجب أن تكون المدينة المضيفة بالقرب من مطار رئيسي.

كان من المتوقع الإعلان عن المكان المختار من قبل التلفزيون السويدي بحلول منتصف الصيف، وجاء الإعلان عن إريكسون غلوب كمستضيف في 8 يوليو.

## الشكل
أُعلنت المواعيد الأولية للمسابقة في 16 مارس 2015 في اجتماع لرؤساء الوفود في فيينا، حيث أُقيم الدور نصف النهائي يومي 10 و12 مايو والنهائي في 14 مايو 2016. كانت المواعيد قابلة للتغيير تبعًا للتلفزيون السويدي، ولكنها أُكدت لاحقًا مع الإعلان عن استضافة ستوكهولم للمسابقة.
عقدت مناقشات في عام 2014 بين اتحاد البث الأوروبي واتحاد البث لآسيا والمحيط الهادئ «إيه بي يو» بشأن إدراج عرض مستضاف من مهرجان آسيا والمحيط الهادئ الغنائي في المسابقة. أكد اتحاد البث الأوروبي في 16 يوليو 2015 أنهم يبحثون في إمكانية قبول الاقتراح الذي نوقش في الجمعية العامة لاتحاد البث لآسيا والمحيط الهادئ في عام 2014.
اقترح التلفزيون السويدي تغيير وقت بدء المسابقة من الساعة 21:00 بتوقيت وسط أوروبا الصيفي «سي إي إس تي» إلى الساعة 20:00 بتوقيت وسط أوروبا الصيفي في 9 سبتمبر، بحجة أن هذا التغيير من شأنه أن يساعد على زيادة نسبة المشاهدة العائلية للمسابقة، وخاصة في أوروبا الشرقية التي يكون الوقت قد تأخر فيها. ومع ذلك فقد نشر اتحاد البث الأوروبي القواعد العامة للمسابقة في 28 أكتوبر، والتي ذكرت أن وقت البدء سيبقى في الساعة 21:00 بتوقيت وسط أوروبا الصيفي.
أعلن اتحاد البث الأوروبي في 23 سبتمبر أنه بدلًا من استخدام مقاطع من مقاطع الفيديو الموسيقية الخاصة بهم، سوف تُعرض مقاطع مستمدة من بروفات اللباس من الواصلين الستة إلى النهائي «الخمسة الكبار والسويد» خلال نصف النهائي المخصص للتصويت.
أعلن فريق التلفزيون السويدي واتحاد البث الأوروبي عن الفريق الأساسي للمسابقة في 26 أكتوبر. كان المنتجان التنفيذيان هما يوهان بيرنهاغن ومارتن أوستردال، بينما كان توبياس أوبرغ رئيسًا للإنتاج. أُخرجت العروض الحية الثلاثة بواسطة سفين ستويانوفيتش، ومنتج المسابقة كان كريستر بيوركمان.

## نظام التصويت الجديد
أعلن اتحاد البث الأوروبي في 18 فبراير 2016 أنه سوف يطبق نظام تصويت جديد في المسابقة لأول مرة منذ عام 1975. ويشمل هذا النظام الجديد، المستوحى من نظام التصويت في مهرجان الأغنية السويدي، كل بلد يمنح الآن مجموعتين من النقاط من 1-8، و10 و12: واحد من لجنة تحكيمهم والآخر من التصويت الهاتفي. ثم تجمع الأصوات من جميع البلدان. وبعد إدلاء المشاهدين بأصواتهم، تُعرض نتائج كل لجنة تحكيم، إذ تتلقى الدول 1-8 و10 نقاطًا تُعرض على الشاشة بدلًا من 1-7، وهو ما كان عليه الحال منذ عام 2006، ويعلن المتحدث الرسمي الوطني البلد الذي مُنح 12 نقطة. بعد تقديم نتائج هيئات التحكيم، يُجمع بين نقاط التصويت الهاتفي من جميع البلدان المشاركة، ما يقدم نقطة واحدة لكل أغنية. يستخدم نظام التصويت الجديد أيضًا لتحديد المتأهلين من كل نصف نهائي، ولكن كما كان الحال من قبل يُعلن عن المتأهلين بترتيب عشوائي.
ونظرًا لأن نظام التصويت الجديد يعطي قيمة متساوية لنتائج هيئة التحكيم والتصويت الهاتفي، فلا يمكن استخدام نتيجة هيئة التحكيم الوطنية كنتيجة بديلة للتصويت الهاتفي أو العكس. لذلك إن لم يستطع بلد ما تقديم نتيجة صالحة للتصويت الهاتفي أو هيئة التحكيم، سوف تُحسب النتيجة البديلة من خلال هيئة التحكيم أو التصويت الهاتفي لمجموعة من البلدان المحددة مسبقًا والتي وافقت عليها المجموعة المرجعية للمسابقة. صرح المدير العام للبث العام في سان مارينو كارلو روميو في 23 فبراير بأن استخدام نتيجة بديلة للتصويت الهاتفي هو تمييز ضد الدول الصغرى مثل سان مارينو، التي تستخدم هيئة تحكيم فقط بسبب استخدامهم لنظام الهاتف الإيطالي، وبالتالي سيتضاءل حجم نقاطهم في ظل النظام الجديد، وقد انتقد اتحاد البث الأوروبي لعدم التواصل مع الأعضاء المشاركين قبل اتخاذ القرار.

## روابط خارجية
- مسابقة الأغنية الأوروبية 2016 على موقع IMDb (الإنجليزية)
- مسابقة الأغنية الأوروبية 2016 على موقع كينوبويسك (الروسية)
- الموقع الرسمي (بالإنجليزية)